# Chiquinho
Francisco Jorge Tavares Oliveira, född 5 februari 2000, känd som Chiquinho, är en portugisisk fotbollsspelare som spelar för Mallorca, på lån från Wolverhampton Wanderers.

## Karriär
Den 17 januari 2022 värvades Chiquinho av Wolverhampton Wanderers, där han skrev på ett 3,5-årskontrakt. Chiquinho debuterade i Premier League den 10 februari 2022 i en 1–0-förlust mot Arsenal.
Den 22 juli 2023 lånades Chiquinho ut till Stoke City på ett säsongslån. Efter att endast spelat fyra matcher blev han återkallad av Wolverhampton Wanderers och den 1 september 2023 istället utlånad till Famalicão. Den 30 augusti 2024 lånades Chiquinho ut till spanska La Liga-klubben Mallorca.